# Goudse kaas

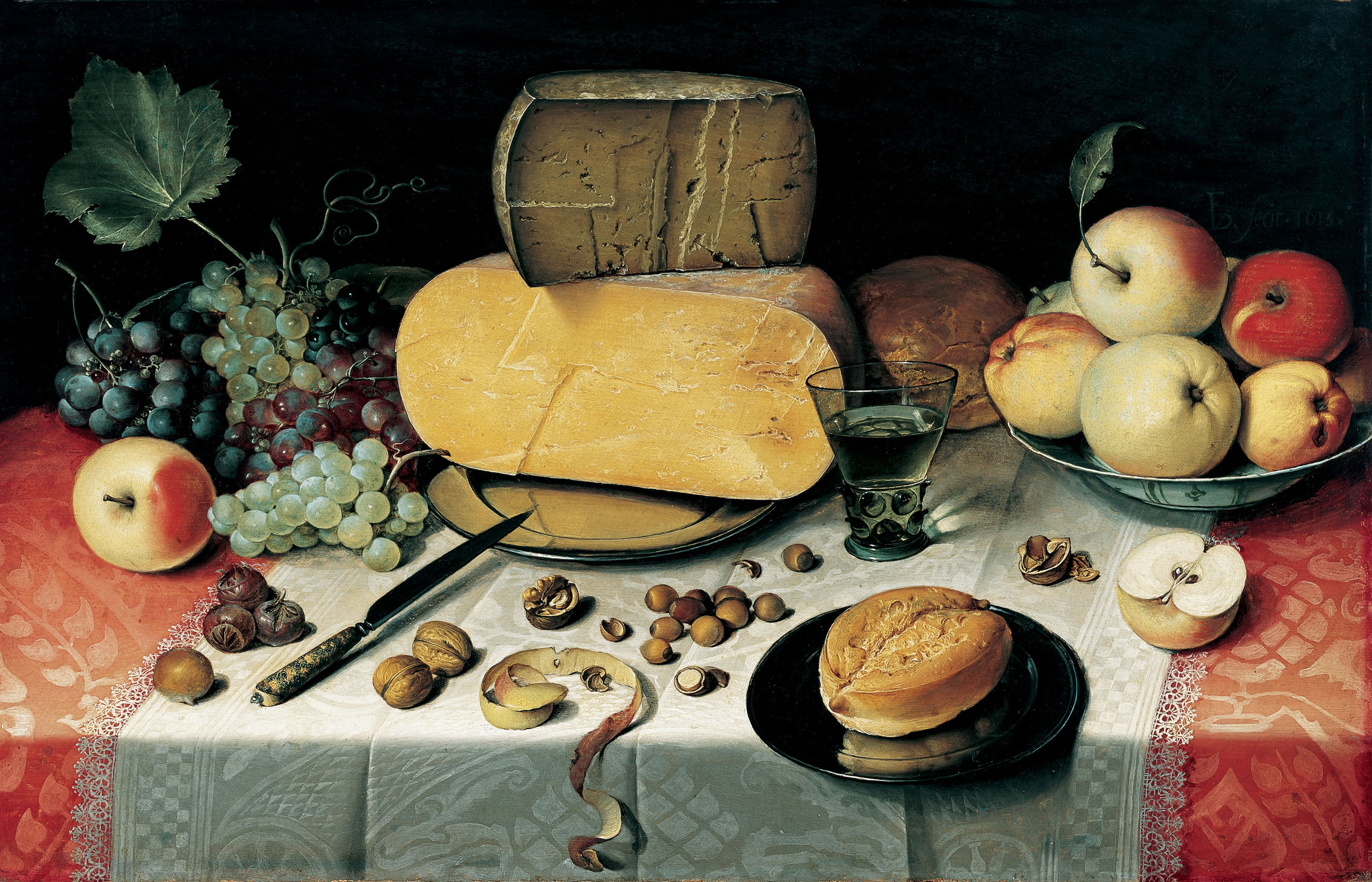
Floris Claesz van Dijck stilleven met kazen

Goudse kaas is een van oorsprong Nederlandse harde kaas. Het is een van de bekendste en meest gegeten kaassoorten. 

## Kenmerken
Een Goudse kaas heeft traditioneel de vorm van een wiel, weegt tussen de 1 en de 16 kg en heeft een vetgehalte van minstens 48% (gewoonlijk rond de 51%). Dit vetgehalte is de hoeveelheid vet op basis van de totale droge stof (exclusief water/vocht). Het werkelijke vetgehalte bedraagt 32% vet op basis van het gewicht (inclusief water/vocht). 
Kaas bevat vooral calcium, maar ook de vitamines A, B en D. In vergelijking met andere kaassoorten bevat Goudse kaas weinig vitamine B12, maar juist weer meer vitamine K2.

## De goudgele Goudse kaas
Aan Goudse kaas wordt anatto toegevoegd, een uit Zuid-Amerika afkomstige kleurstof dat deze Nederlandse kaas zijn  karakteristieke geeloranje kleur geeft. Dat anatto mogelijk al vroeg in de 17e eeuw werd toegepast in de productie van kazen, is te zien in het Stilleven met kazen door Floris Claesz van Dijck. De onderste kaas op dit doek zou een oude Goudse kaas zijn. Van dit schilderij kunnen we tevens afleiden dat de anatto toen nog niet gebruikt werd in de productie van de kleinere Noord-Hollandse kaas die op de afbeelding groen-zwart is gekleurd.
Om de houdbaarheid van anatto te vergroten werd door de bewoners van Suriname en buurlanden hieraan krappa-olie toegevoegd, afkomstig van de boom Carapa guianensis. Dit mengsel werd aan de kaas toegevoegd met als mogelijk bij-effect dat ook de kazen langer goed bleven. 
Anatto staat inmiddels geregistreerd onder E-nummer 160b. Tot deze categorie rode kleurstoffen behoren onder andere ook caroteen (E-160a) en paprika-extract (E160c).

## Productie en handel

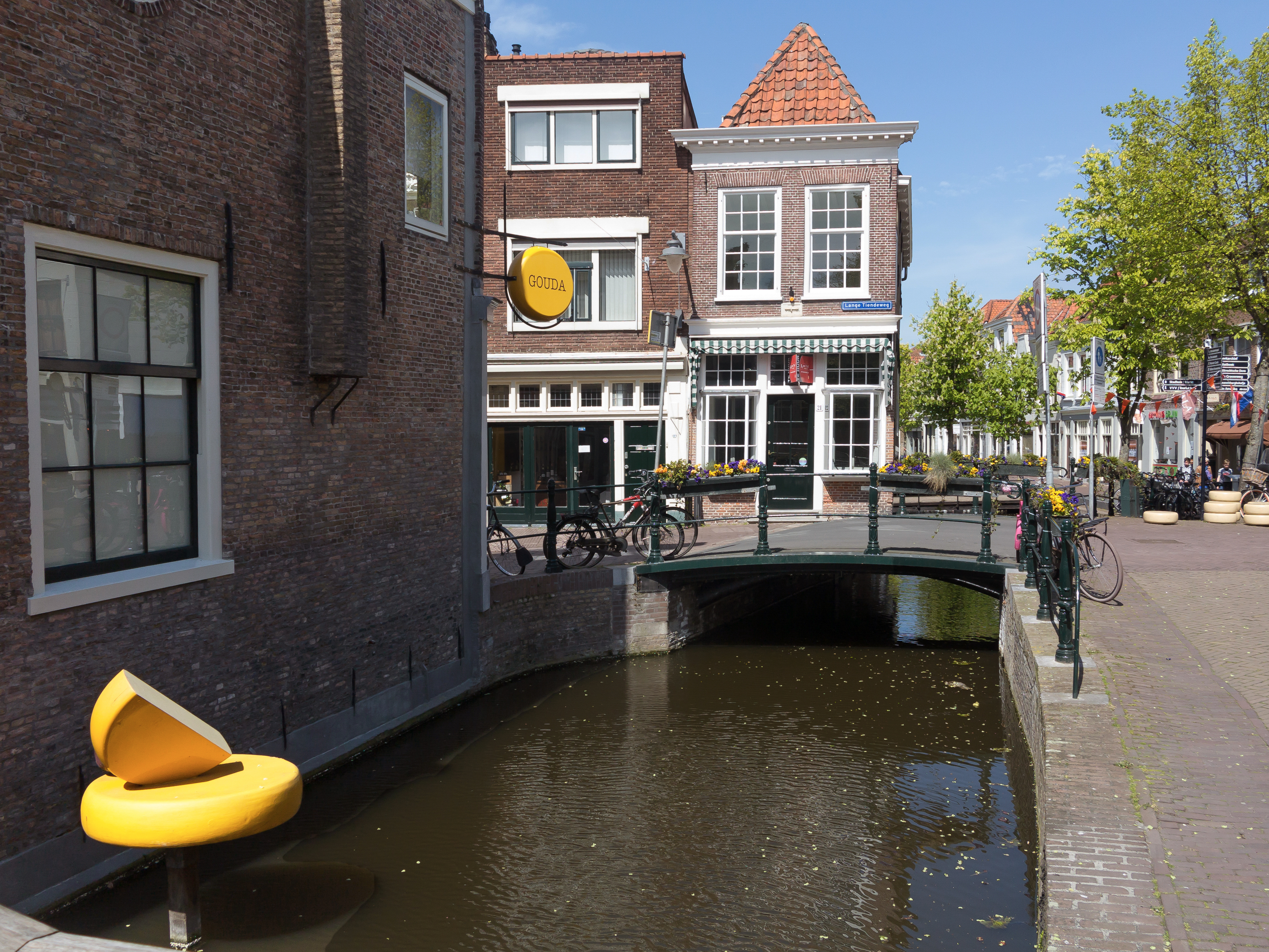
Straatzicht op de Lange Tiendeweg in Gouda met 't Kaaswinkeltje en 't Grendeltje

De soort dankt de naam Goudse kaas aan het feit dat hij al eeuwenlang in Gouda wordt verhandeld. De kaasmarkt in Gouda wordt enkel nog als toeristenattractie eenmaal per week gehouden in de zomermaanden.
Goudse kazen worden massaal in kaasfabrieken vervaardigd. Goudse kaas wordt in het buitenland onder deze naam gemaakt omdat soortnaam en vorm niet zijn beschermd. De aanduiding "Gouda Holland" is sinds oktober 2010 door een besluit van de Europese Commissie een beschermde geografische aanduiding. Kaas met deze vermelding in het kaasmerk mag alleen Nederland als oorsprong hebben en dient gemaakt te zijn van Nederlandse koemelk.
Goudse boerenkaas wordt ook, zoals ooit gebruikelijk was, op boerderijen in de regio gemaakt, zoals in de buurt van Stolwijk en Haastrecht in de Krimpenerwaard. Deze kaas wordt onder de naam Stolwijker verkocht.
In Gouda staat een standbeeld van een kaasboerin op een plein achter De Waag. Deze boerin in brons staat stevig in haar klompen en houdt een Goudse kaas tegen haar schort geklemd. Met dit beeld van de beeldhouwster Ineke van Dijk, werd in 1988 eer betoond aan de vrouwen die een rol in de Nederlandse kaasgeschiedenis vervullen, want in West-Nederland is de ambachtelijke kaasbereiding op sommige boerderijen in stand gebleven. Dat ambacht is vooral van moeder op dochter doorgegeven.

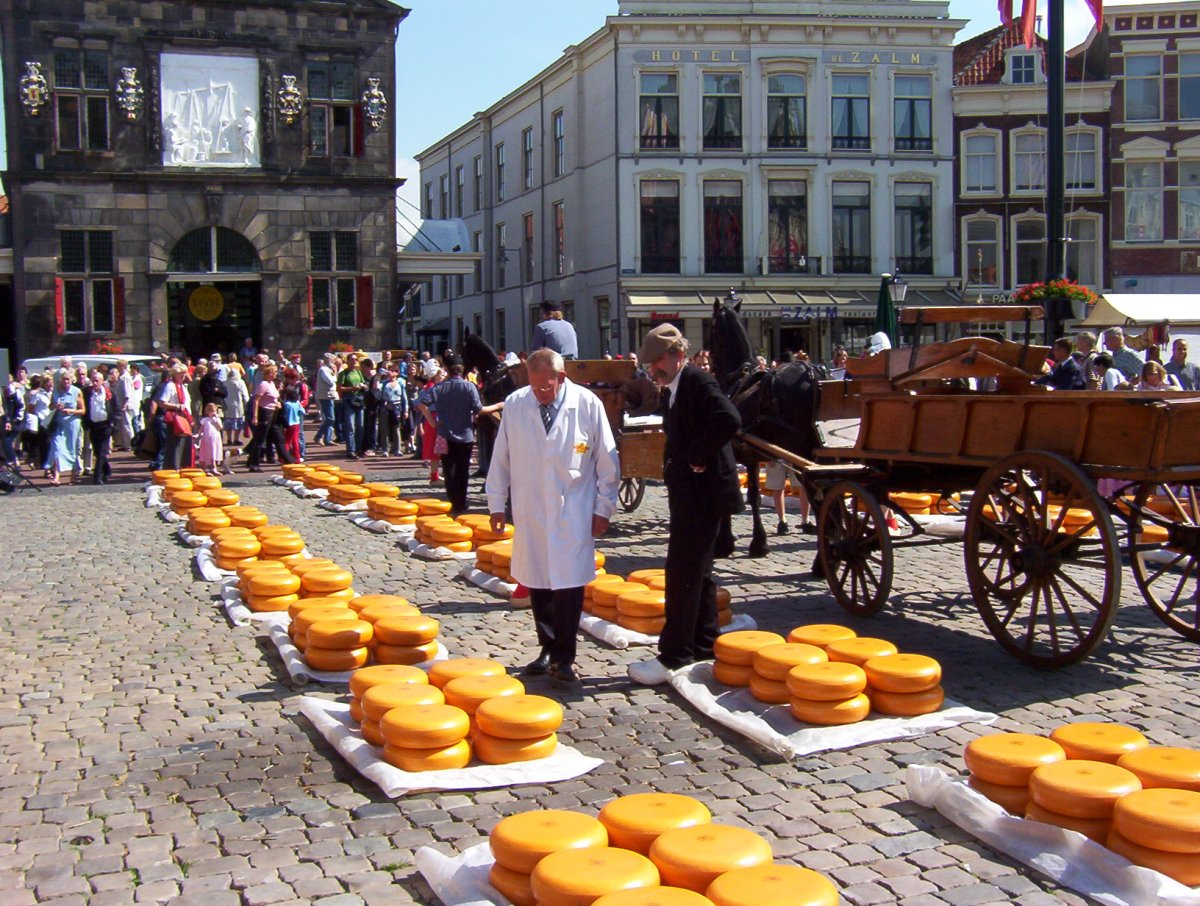
Kaasmarkt te Gouda
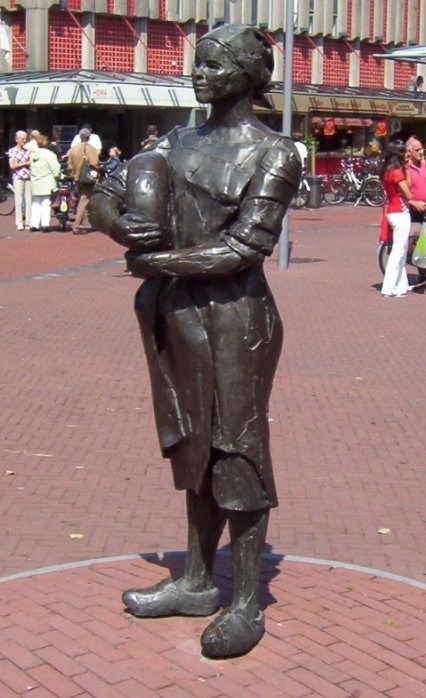
De Kaasboerin, bronzen beeld in Gouda
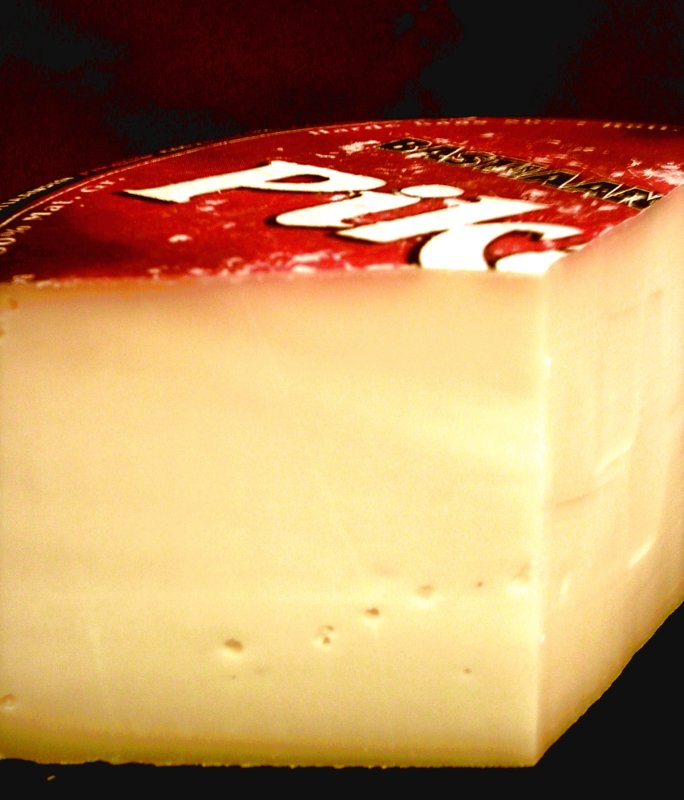
Goudse kaas
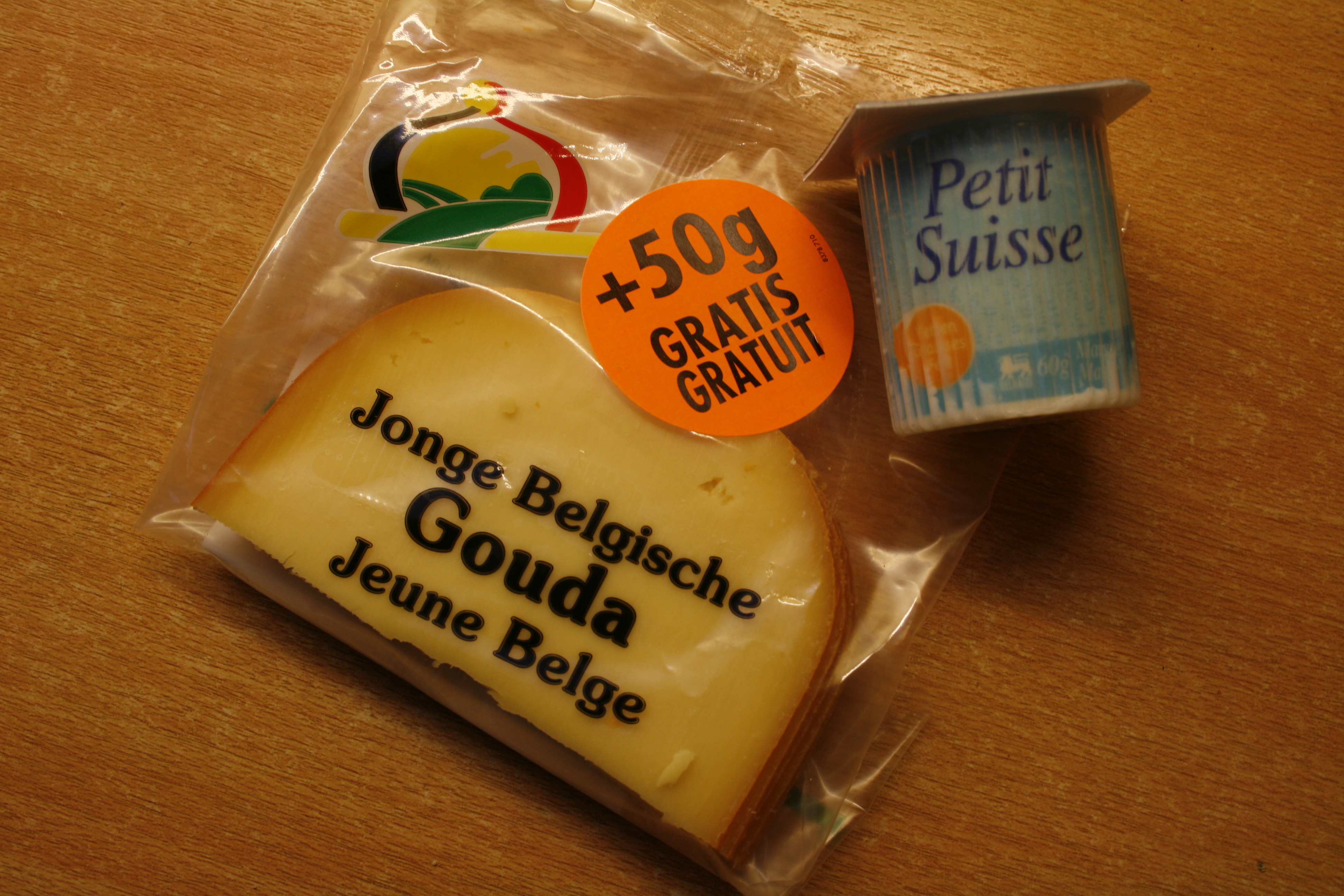
Een jonge Belgische Goudse kaas (2007)

- Gemeinsame Normdatei: 4353521-5